# 4-й стрелковый корпус (1-го формирования)
4-й стрелковый корпус — общевойсковое оперативно-тактическое соединение (стрелковый корпус) РККА СССР, сформирован в мае — июне 1922 года, дислоцировался на территории Белоруссии, участвовал в походе в Западную Белоруссию и в Великой Отечественной войне, уничтожен в Белостокском котле в самом начале войны (29 июня 1941 года разгромлен штаб корпуса), официально корпус расформирован 1 октября 1941 года.

## История корпуса до Великой Отечественной войны
4-й стрелковый корпус был сформирован в ходе Гражданской войны в России в составе Западного фронта РККА в мае — июне 1922 года.
Управление корпуса дислоцировалось в Витебске (июнь 1922 года — август 1938 года), Полоцке (сентябрь 1938 года — сентябрь 1939 года), Березино (сентябрь 1939 года), Вильно (октябрь 1939 года), Поставах (октябрь 1939 года — апрель 1940 года), Полоцке (апрель — июнь 1940 года), Двинске (июнь — июль 1940 года), Гродно (июль 1940 года — июнь 1941 года).
Корпус входил в состав Западного фронта (июнь 1922 года — апрель 1924 года), Западного (Белорусского, Белорусского особого, Западного особого) военного округа (с апреля 1924 года).
В июле 1938 года на базе корпуса была развёрнута Витебская армейская группа. Новое управление корпуса предписывалось создать к 1 октября этого же года.
В сентябре 1939 года войска корпуса принимали участие в походе в Западную Белоруссию в составе 3-й армии Белорусского фронта. Место дислокации — город Поставы.

## История корпуса во время Великой Отечественной войны
В составе действующей армии с 22 июня 1941 года по 1 июля 1941 года.
На 22 июня 1941 года штаб корпуса дислоцировался в Гродно, в составе управления корпуса, штабной батареи начарта, корпусного подвижного госпиталя, корпусного ветлазарета, военного трибунала, военной прокуратуры, 3-го отделения штаба и боевых формирований (смотри Боевой состав).
Формирования корпуса прикрывали северный фас Белостокского выступа и район Гродно, находясь в первом эшелоне армии. Формирования корпуса участвовали в боях с первого дня войны, и даже проводили частные контрнаступления, однако были уничтожены в Белостокском котле. 29 июня 1941 года в районе Деречина был разгромлен штаб корпуса.
Официально корпус был расформирован 1 сентября 1941 года.

### Боевой состав
| Дата       | Фронт          | Армия            | Состав (стрелковые)                                                     | Другие части, в том числе приданные | Примечания |
| ---------- | -------------- | ---------------- | ----------------------------------------------------------------------- | --- | ---------- |
| 22.06.1941 | Западный фронт | 3-я армия (СССР) | 27-я стрелковая дивизия 56-я стрелковая дивизия 85-я стрелковая дивизия | 152-й корпусной артиллерийский полк 444-й корпусной артиллерийский полк 16-й отдельный зенитный артиллерийский дивизион 30-й отдельный батальон связи 127-й отдельный сапёрный батальон | —          |

## Командование

### Командиры корпуса
- Павлов, Александр Васильевич (июнь 1922 — апрель 1924)[3]
- Нейман, Константин Августович (июнь 1924 — февраль 1927)[3]
- Фабрициус, Ян Фрицевич (1927—1928)
- Кутяков, Иван Семёнович (май 1928 — ноябрь 1930)[3]
- Локтионов, Александр Дмитриевич (15.11.1930 — декабрь 1933)[3]
- Сердич, Даниил Фёдорович (до апреля 1935)[3]
- Сазонтов, Андрей Яковлевич (сентябрь 1935 — май 1937)[3]
- Шевалдин, Трифон Иванович (19.07.1937 — март 1938)[4]
- Чибисов, Никандр Евлампиевич (март — июнь 1938)
- Давидовский, Иван Елизарович, с 20.02.1939 комбриг, с 04.11.1939 комдив — (март 1938 — 15.02.1940)
- врид Никишин, Николай Николаевич (май 1938 — июль 1938)
- врид Новосельский, Юрий Владимирович (июль 1938 — август 1938), комбриг[5]
- Егоров, Евгений Арсентьевич (c 15.02.1940 по 01.09.1941), комдив, c 05.06.1940 — генерал-майор, попал в плен 29.06.1941 года
- Петров, Пётр Ефимович, с 22.06.1941 командир тыла, пропал без вести 01.07.1941

### Комиссары, заместители командира по политической части
- Егоров, Сергей Андреевич — Герой Советского Союза, заместитель командира корпуса по политической части, пропал без вести в июле 1941 года.

### Начальники штаба
- Соколов-Страхов, Константин Иванович (ноябрь 1932 — январь 1935)
- Богданов, Михаил Андреевич — (05.1936 — 05.1937)

…
- Буренин, Иван Николаевич (июль — август 1937)[6]

…